# 網樂通
網樂通機上盒是香港壹傳媒集團的壹多媒體娛樂服務股份有限公司所曾經提供的IPTV數位機上盒服務，透過雙向的寬頻網路和P2P技術連接電視收看壹電視多個頻道以及隨選視訊服務。網樂通機上盒為壹傳媒主席黎智英有鑒於國家通訊傳播委員會（NCC）曾多次駁回壹電視旗下頻道「衛星廣播節目提供者」執照申請，所採取的變通形式。由於網樂通機上盒使用公共網路傳輸，國家通訊傳播委員會視其為低度管制的網際網路電視（Internet TV/Web TV），不受《衛星廣播電視法》和《電信法》之規範。

## 使用方式
用戶於壹網樂網站註冊成為會員即可免費申請使用網樂通機上盒。使用網樂通時，一端接電視機，另一端接寬頻網路。用戶除了擁有電視機外，需自備ISP業者的ADSL、FTTB或纜線數據機等寬頻線路。若以無線方式連結，則需準備USB無線網路卡。觀眾在收看高畫質（HD）頻道時，若網路頻寬未達8Mbps，可能面臨些微斷訊或難以收看等情況。

## 提供內容
壹網樂終止前提供下列內容及服務，但自2012年10月1日起停止部分服務：
- 電視頻道：包括壹電視新聞台、壹電視綜合台和好消息頻道。（壹電視財經台已於2012年3月2日凌晨起停止送出訊號並停播。）
- 回看系統：可以回看壹電視新聞台、綜合台之過去一週內之節目。
- 隨選影片：壹網樂影院，包括電影、影集、綜合育樂、包月電影。
- 購物頻道：壹商號(SD100/HD170)、東森購物1台 ～5台(SD103~107)
- 隨選即購：3C家電、居家生活、美食饗宴、美容保養、時尚服裝等區塊，進入各區塊後即出現商品SD/HD影片選單，為壹商號精華片段。
- 遊戲（壹樂園）：《囂張四方城》和《華麗逆轉》等遊戲免費試玩。
- 教育（壹學園）

## 資料來源
1. ↑  徐毓莉. . 台灣蘋果日報. 2010年7月29日  [2010年8月2日]. （原始内容存档于2010年7月31日）.